# أبراهام ماثيو
أبراهام ماثيو تشامورو (بالإنجليزية: Abraham Mateo )‏ وِلد 25 أغسطس عام 1998 في قادس الأندلس, مُغني بوب إسباني, يُلقب بِجاستن بيبر الإسباني لِشدة نجاحه وشهرته في إسبانيا وأمريكا اللاتينية.
بدأ مسيرته الفنية وهو في سن السابعة واكتشف ماثيو عام 2009 وهو بِعمر العاشرة من قبل شركة إيمي, وأصدر أول ألبوم له بِنفس السنة وقد إنتجه ولحنه المُنتج الإسباني جاكوبو كالديرون.
وقد عمل أبراهام مع عدد كبير من أشهر نجوم إسبانيا مثل دافيد بيسبال ولويس فونسي.
وفي عام 2012 وقع عقداً مَع شركة سوني للموسيقى الإسبانية وأصبحت الشركة المُنتجة لألبوماته.
أشهر أغانيه هي أغنية سينيوريتا التي أصدرها في نوفمبر عام 2013 وحَققت نجاح عالمي وجَذبَت 50 مليون مُشاهد عَلى موقع يوتيوب.

## روابط خارجية
- أبراهام ماثيو على موقع IMDb (الإنجليزية)
- أبراهام ماثيو على موقع ميوزك برينز (الإنجليزية)
- أبراهام ماثيو على موقع أول ميوزيك (الإنجليزية)
- أبراهام ماثيو على موقع ديسكوغز (الإنجليزية)
- أبراهام ماثيو على موقع قاعدة بيانات الفيلم (الإنجليزية)